# Ulica Oleska w Opolu
Ulica Oleska (do 1945 r. Rosenberger Strasse) jest jedną z głównych arterii komunikacyjnych Opola; łączy część Osiedla Chabrów i Osiedla Armii Krajowej (dawniej  ZWM) oraz Gosławice z centrum miasta. Zaczyna się kilkaset metrów od Rynku i biegnie w kierunku północno-wschodnim aż do skrzyżowania z obwodnicą, od którego stanowi już fragment drogi krajowej nr 45. Poza granicą miasta, w Zawadzie, zmienia nazwę na ul. Opolską.
Przy ul. Oleskiej znajdują się m.in.:
- neogotycka wieża ciśnień
- centrum rekreacji "Szara Willa",
- 4 wydziały Uniwersytetu Opolskiego: Historyczno-Pedagogiczny, Przyrodniczo-Techniczny, Wydział Matematyki, Fizyki i Informatyki oraz Wydział Chemii,
- stadion Odry Opole,
- hala widowiskowo-sportowa "Okrąglak",
- hotel "Festival",
- centrum powiadamiania ratunkowego pod numerem 123[1],
- Wojewódzki ośrodek ruchu drogowego.